# Olívio Dutra
Olívio de Oliveira Dutra GOMM (São Luiz Gonzaga, 10 de junho de 1941) é um sindicalista e político brasileiro filiado ao Partido dos Trabalhadores (PT). Com base política no Rio Grande do Sul, foi prefeito de Porto Alegre, governador do Rio Grande do Sul e ministro das Cidades durante o governo Lula. Foi candidato a senador pelo PT em 2014 e 2022, perdendo para Lasier Martins e Hamilton Mourão, respectivamente.

## Biografia
Olívio é filho de Cassiano Xavier Dutra e Amélia de Oliveira Dutra. Nasceu no então distrito de Bossoroca, que era subordinado a São Luiz Gonzaga, quando seus pais se mudaram onde o filho concluiu o Ensino Médio. Posteriormente formou-se em Letras pela Universidade Federal do Rio Grande do Sul (UFRGS).
Trabalhou como bancário no Banrisul, banco estatal gaúcho, a partir de 1961 e foi eleito para a presidência do sindicato da categoria em 1975. Comandou a greve geral do funcionalismo público de setembro de 1979, motivo pelo qual foi preso pela ditadura militar e perdeu seu mandato sindical.
No contexto da redemocratização brasileira, participa da fundação da seção gaúcha do Partido dos Trabalhadores (PT), da qual foi presidente de 1980 a 1986. Em 1982, na primeira eleição direta para governador de estado em vinte anos, foi lançado candidato pelo PT, ficando em último lugar, com 50 713 votos.
Em 1986, foi eleito deputado federal constituinte com 55 mil votos, e, enquanto morou em Brasília, dividiu um apartamento funcional com Luiz Inácio Lula da Silva, também deputado, liderança nacional do PT e futuro presidente.
Em 1988, contrariando todas as pesquisas, vence as eleições para a Prefeitura de Porto Alegre com 38% dos votos, derrotando o candidato favorito, o deputado federal Antônio Britto, que acabou em quarto lugar sendo passado pelo deputado estadual Carlos Araújo do Partido Democrático Trabalhista (PDT) do então prefeito e futuro governador Alceu Collares. Seria o primeiro mandato do PT na capital gaúcha, de um total de quatro, totalizando dezesseis anos de administração petista. Porto Alegre se tornou a vitrine do PT no Brasil, com uma política fortemente popular e com iniciativas como o orçamento participativo. Uma medida controversa do governo Olívio foi a intervenção no sistema de transportes público, que gerou atritos com as empresas concessionárias e gerou prejuízos à prefeitura, que foi obrigada a indenizar essas empresas.
Em 1994, candidatou-se pela segunda vez ao governo do estado, obtendo 35% dos votos no primeiro turno e 47,79% dos votos no segundo, sendo derrotado por Antônio Britto. Em 1998, Britto tenta a reeleição e enfrenta Olívio nas urnas pela terceira vez. Numa eleição em que o PT atacou as políticas de Britto, como a privatização da Companhia Estadual de Energia Elétrica (CEEE) e da Companhia Riograndense de Telecomunicações (CRT), Olívio sagrou-se vencedor, conquistando 50,9% dos votos no segundo turno, com uma vantagem de 97 mil votos sobre Britto.
Seu governo, de 1999 a 2003, foi marcado pela suspensão do acordo realizado pelo governo anterior referente à instalação de duas montadoras no RS. Tal acordo implicava elevadas isenções fiscais e empréstimos com juros abaixo de mercado, para financiar a instalação das fábricas da General Motors (GM) e da Ford Motor Company no estado. A renegociação do acordo proposta pelo governo de Olívio foi aceita apenas pela GM. Outros destaques foram a criação da Universidade Estadual do Rio Grande do Sul (UERGS), adoção do orçamento participativo no âmbito estadual, e os programas Primeiro Emprego, Agroindústria Familiar, Família Cidadã, Rede de Cooperação e Energia para Todos.
Sofrendo críticas da principal empresa de comunicações do estado, o Grupo RBS, retransmissor da TV Globo e dono do jornal Zero Hora; e sem maioria na Assembleia Legislativa, sofreu derrotas como a não aprovação do aumento do Imposto sobre Circulação de Mercadorias e Serviços (ICMS). 
Em 2002, ano de eleições, Olívio teve negada a tentativa de reeleição nas prévias do partido, que escolheu como candidato Tarso Genro, então prefeito de Porto Alegre. Genro seria derrotado nas urnas por Germano Rigotto, do Partido do Movimento Democrático Brasileiro (PMDB).
Em 2003, com a posse de Lula como presidente, Olívio Dutra foi empossado no recém-criado Ministério das Cidades. Ficaria no cargo por dois anos, até ser substituído por Márcio Fortes de Almeida, do Partido Progressista (PP). Como ministro, foi admitido em 2004 pelo presidente Lula à Ordem do Mérito Militar já no grau de Grande-Oficial especial.
Foi novamente candidato ao governo do estado do Rio Grande do Sul em 2006, quando foi derrotado pela deputada federal Yeda Crusius do Partido da Social Democracia Brasileira (PSDB) no segundo turno, tendo conquistado 46,1% dos votos no segundo turno contra 27,5% no primeiro turno.
Em 2014, foi candidato ao Senado Federal pelo Rio Grande do Sul, mas foi derrotado por Lasier Martins.
Em 2022, Olívio foi novamente candidato a senador, tendo Roberto Robaina (PSOL) e Fátima Maria (PT) como suplentes. Foi derrotado pelo vice-presidente Hamilton Mourão, que obteve 44,11%, enquanto Dutra obteve apenas 37,85%.